# Victor Nelsson
Victor Enok Nelsson (* 14. října 1998) je dánský fotbalista, který hraje jako obránce za Řím, kde je na hostování z Galatasaraye a za dánskou reprezentaci.

## Klubová kariéra

### Nordsjælland
Nelsson debutoval za Nordsjælland dne 12. září 2016. Dne 14. října 2016 Nelsson podepsal svou první profesionální smlouvu s klubem. V sezóně 2016/17 odehrál za klub 23 ligových zápasů. Od sezóny 2017/18 se stal pravidelným hráčem základní sestavy.

### FC Kodaň
Dne 5. července 2019 Nelsson podepsal smlouvu do roku 2024 s Kodaní.

### Galatasaray
Galatasaray dne 11. srpna 2021 oznámilo, že dosáhlo dohody s Kodaní o přestupové částce 7 milionů eur.
Nelsson se stal v sezóně 2022/23 s
Galatasarayem mistrem Turecka.

#### AS Řím (hostování)
Dne 3. února 2025 bylo potvrzeno, že Nelsson odejde do AS Řím na hostování.